# Tuamotukarekiet
De tuamotukarekiet (Acrocephalus atyphus) is een zangvogel uit de familie Acrocephalidae (rietzangers).

## Verspreiding en leefgebied
Deze soort is endemisch in Frans-Polynesië op de Tuamotu-archipel en telt zes ondersoorten:
- A. a. atyphus: noordwestelijke Tuamoto-archipel.
- A. a. eremus: Makatea.
- A. a. niauensis: Niau.
- A. a. palmarum: Anaa.
- A. a. ravus: de zuidoostelijke Tuamoto-archipel.
- A. a. flavidus: Napuka.

## Status
De grootte van de populatie is niet gekwantificeerd maar de soort wordt omschreven als plaatselijk algemeen. Op de Rode lijst van de IUCN heeft deze soort de status niet bedreigd.